# Felix Somary
Felix Somary (* 21. November 1881 in Wien; † 11. Juli 1956 in Zürich) war österreichisch-schweizerischer Bankmanager, Nationalökonom und politischer Analytiker.

## Leben und Werk
Nach dem Studium der Rechtswissenschaften an der Universität Wien, gemeinsam mit Emil Lederer, Joseph Schumpeter und Otto Bauer, trat Somary als Finanzsekretär in die Anglo-Österreichische Bank in Wien ein, übersiedelte aber 1909 nach Berlin. Von 1910 bis 1914 war er Professor an der dortigen Hochschule für Staatswissenschaftliche Fortbildung. Während des Ersten Weltkriegs war Somary als Wirtschafts- und Politikberater der Mittelmächte tätig. Er trat unter anderem als Mitautor einer Max Weber’schen Denkschrift hervor, die vor den politischen Konsequenzen eines verschärften U-Boot-Kriegs warnte. Zu Kriegsende übernahm Somary vertrauliche Aufgaben wie den Transfer von Effekten des Wiener Rothschildhauses in die neutrale Schweiz. 1919 übernahm er die Leitung des Bankhauses Blankart & Co. in Zürich.

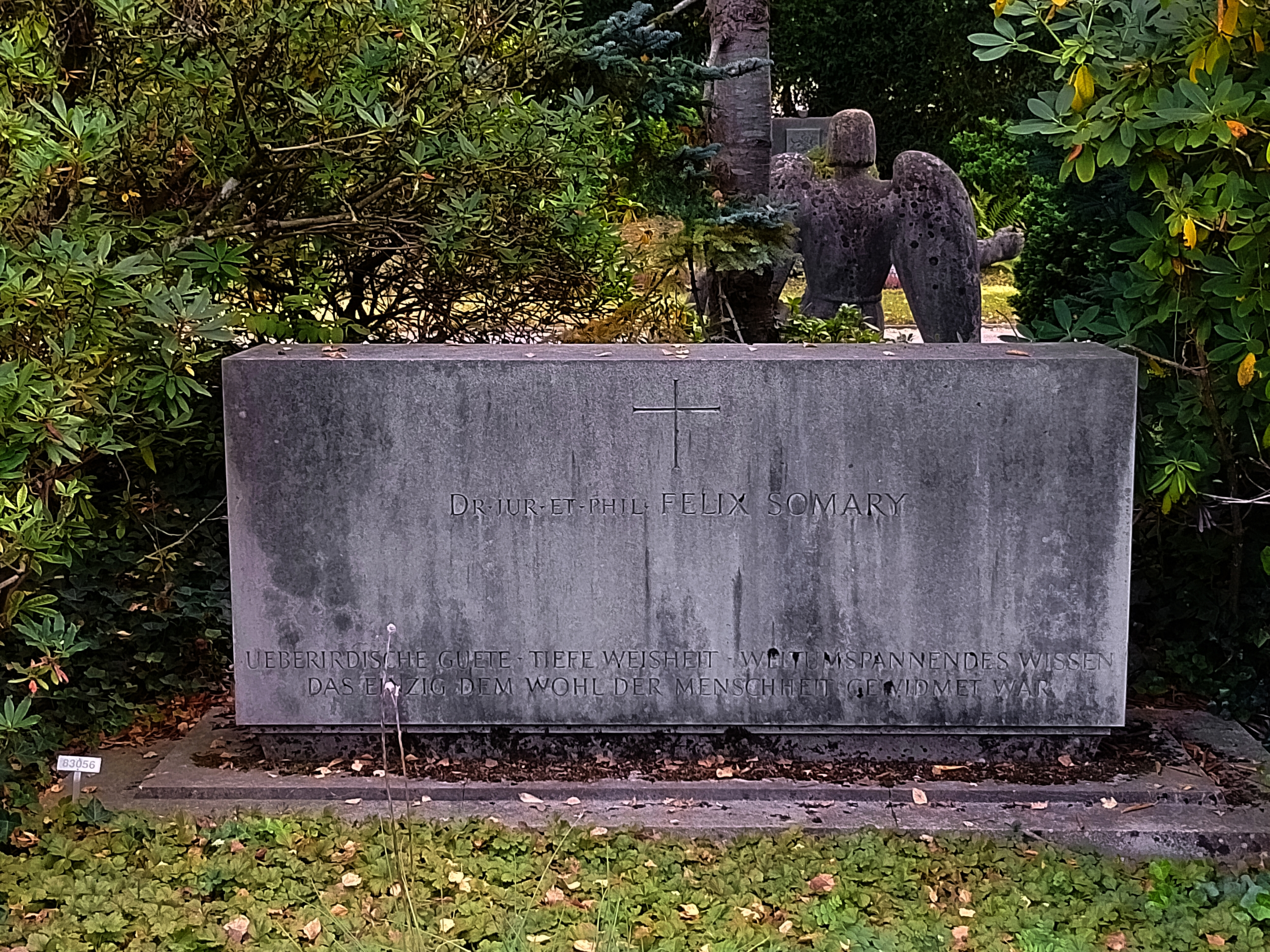
Grab, Friedhof Enzenbühl, Zürich

Somary, ein strenger Inflationsgegner und überzeugter, gegen den Keynesianismus eingestellter Liberaler galt als einer der profundesten Analytiker der politischen und ökonomischen Entwicklungen seiner Zeit und war über die Parteigrenzen hinaus angesehen. Unter anderem analysierte er die Ursachen der Weltwirtschaftskrise, vor deren Kommen er frühzeitig gewarnt hatte. In einem Vortrag an der Universität Wien hatte Somary auf die Gefahren einer europäischen Konjunktur hingewiesen, die auf kurzfristigen US-amerikanischen Krediten aufgebaut sei. Somary wirkte als Gastprofessor an der Universität Heidelberg sowie an amerikanischen Universitäten.
Von 1941 bis 1943 war er Berater des US-amerikanischen Kriegsministeriums für internationale Finanzfragen. Carl Jacob Burckhardt hat Felix Somary als „politischen Krisenspezialisten“ bezeichnet. Somarys Bankpolitik gilt bis heute als Standardwerk und wurde von Schumpeter in seiner Geschichte der ökonomischen Analyse lobend hervorgehoben.
Felix Somary fand seine letzte Ruhestätte auf dem Friedhof Enzenbühl in Zürich.

## Schriften
- Bankpolitik. Tübingen 1915 (Neuausgaben 1930, 1934)
- mit Eugen von Philippovich: Grundriss der politischen Ökonomie. 3 Bände. Tübingen 1920–23
- Wandlung der Weltwirtschaft seit dem Kriege. Tübingen 1929
- Die Ursachen der Krise. Tübingen 1932
- Krisenwende. Fischer Verlag 1932
- End the Crisis! A Plea for Action. New York 1933
- Gegenwartsprobleme der Schweiz. Zürich 1937
- Krise und Zukunft der Demokratie. Europa Verlag, Zürich/Wien/Konstanz 1952
  - Krise und Zukunft der Demokratie. Mit einem Vorwort von Otto Habsburg. Herold-Verlag, Wien/München 1971 u. 1984; TvR, Jena 2010, ISBN 978-3-940431-19-6
- Erinnerungen aus meinem Leben. Manesse, Zürich 1955; 4. Auflage ebd. 1963.
  - Erinnerungen eines politischen Meteorologen. Mit einem Vorwort von Wolfgang Somary. Matthes und Seitz, München 1994, ISBN 3-88221-796-0
  - Erinnerungen aus meinem Leben. Mit einer Einführung von Tobias Straumann und einem Nachwort von Wolfgang Somary. Verlag Neue Zürcher Zeitung, Zürich 2013, ISBN 978-3-03823-824-9